# Julius van den Berg
Julius van den Berg (Purmerend, 23 ottobre 1996) è un ciclista su strada olandese che corre per il Team DSM-Firmenich PostNL; è professionista dal 2018.

## Palmarès

### Strada
- 2014 (Juniores)

3ª tappa Coupe du Président de la Ville de Grudziądz (Świecie > Świecie)
Classifica generale Coupe du Président de la Ville de Grudziądz
2ª tappa, 2ª semitappa Niedersachsen-Rundfahrt Juniores (Wallenhorst > Wallenhorst)
- 2017 (SEG Racing Academy, una vittoria)

Campionati olandesi, Prova a cronometro Under-23
- 2018 (SEG Racing Academy, cinque vittorie)

5ª tappa Tour de Normandie (Villers-Bocage > Bagnoles-de-l'Orne)
6ª tappa Tour de Bretagne (Plancoët > Dol-de-Bretagne)
Ronde van Noord-Holland
Midden-Brabant Poort Omloop
Campionati olandesi, Prova in linea Under-23
- 2021 (EF Education-Nippo, una vittoria)

7ª tappa Tour de Pologne (Zabrze > Cracovia)

#### Altri successi
- 2018 (SEG Racing Academy)

Classifica giovani Tour de Normandie

## Piazzamenti

### Grandi Giri
- Giro d'Italia

2021: 125º
2022: 140º
2024: ritirato (16ª tappa)
- Vuelta a España

2020: 125º
2022: 129º
2023: 120º
2024: 131º

### Classiche monumento
- Milano-Sanremo

2019: 118º
2022: 147º
- Giro delle Fiandre

2023: 74º
- Parigi-Roubaix

2019: ritirato
2021: 61º
2023: 84º
2025: ritirato

### Competizioni mondiali
- Campionati del mondo

Bergen 2017 - In linea Under-23: 108º
Innsbruck 2018 - Cronometro Under-23: 24º
Innsbruck 2018 - In linea Under-23: ritirato

### Competizioni europee
- Campionati europei

Herning 2017 - Cronometro Under-23: 15º
Herning 2017 - In linea Under-23: 106º
Plouay 2020 - In linea Elite: 99°
Trento 2021 - Cronometro Elite: 24º
Trento 2021 - In linea Elite: ritirato
- Giochi europei

Minsk 2019 - In linea Elite: 87º